# The Future (Album)
The Future ist das neunte Studioalbum des kanadischen Songwriters Leonard Cohen. Es wurde von Januar  bis Juni 1992 aufgenommen und im Dezember 1992 von CBS veröffentlicht.
Das Album wurde vom Fall der Berliner Mauer und den Unruhen in Los Angeles 1992 beeinflusst. Aus dem Song Anthem wird häufig die Zeile "There is a crack in everything, that's how the light gets in" zitiert.
Tacoma Trailer ist das einzige von Leonard Cohen veröffentlichte Instrumental Stück. Always ist ein Cover von einem Irving Berlin Song aus dem Jahr 1925.
Die Lieder The Future, Anthem und Waiting for the Miracle wurden in dem Film Natural Born Killers genutzt.
Cohen präsentierte das Album im Rahmen einer großen Welttournee 1993. Bis 2008 waren dies seine letzten Konzerte.

## Titelliste
| No. | Titel                   | Songschreiber         | Produzenten             | Länge |
| --- | ----------------------- | --------------------- | ----------------------- | ----- |
| 1.  | The Future              | Leonard Cohen         | Leonard Cohen           | 6:41  |
| 2.  | Waiting for the Miracle | Cohen Sharon Robinson | Cohen Yoav Goren        | 7:42  |
| 3.  | Be for Real             | Frederick Knight      | Steve Lindsey           | 4:32  |
| 4.  | Closing Time            | Cohen                 | Leanne Ungar Cohen      | 6:00  |
| 5.  | Anthem                  | Cohen                 | Cohen Rebecca De Mornay | 6:09  |
| 6.  | Democracy               | Cohen                 | Cohen                   | 7:13  |
| 7.  | Light as the Breeze     | Cohen                 | Bill Ginn Cohen         | 7:14  |
| 8.  | Always                  | Irving Berlin         | Lindsey                 | 8:04  |
| 9.  | Tacoma Trailer          | Cohen                 | Ginn                    | 5:57  |